# 長谷川雄司
長谷川 雄司（はせがわ ゆうじ、1988年5月16日 - ）は、日本のラグビー選手。

## プロフィール
- 岐阜県出身[1]。
- ポジションはロック(LO)。
- 身長 189cm、体重 105kg
- ニックネームはゆーじ。

## 来歴
ラグビーを始めたきっかけは中学の恩師に誘われたことから。
関商工高校、名城大学を経て、2012年、豊田自動織機シャトルズに加入。同年10月28日に行われたトップウェストのJR西日本レイラーズ戦に先発出場で公式戦初出場を果たした。
2020年、豊田自動織機シャトルズを退団した。